# Pallisentis colisai
Espèce
Synonymes
- Pallisentis panadei Raj, 1967

Pallisentis colisai est une espèce d'acanthocéphales de la famille des Quadrigyridae. C'est un parasite digestif du Gourami bariolé en Inde.

## Étymologie
Son nom spécifique, colisai, fait référence à l'espèce infectée, Colisa fasciata, le Gourami bariolé.